# Кавлак, Вели
Ве́ли Ка́влак (нем. Veli Kavlak; род. 3 ноября 1988, Вена, Австрия) — австрийский футболист турецкого происхождения, полузащитник.

## Биография

### Клубная карьера
Вели Кавлак начал свою футбольную карьеру в молодёжной состав клуба «Слован» из Вены. Затем Вели выступал за молодёжный состав венского «Рапид». Дебют в основной команде «Рапида» Кавлака состоялся 22 мая 2005 года в матче против клуба «Вюстенрот», на тот момент Вели было 16 лет, 6 месяцев и 19 дней. Всего в дебютном сезоне в чемпионате Австрии 2004/05 Кавлак сыграл 2 матча и стал чемпионом Австрии.
В сезоне 2005/06 Кавлак сыграл 14 матчей в чемпионате, а также два в Кубке Австрии и один в Лиге чемпионов. В 2006 году Вели стал основным игроком «Рапида». В сезоне 2007/08 Вели вновь стал чемпионом Австрии, его клуб на шесть очков опередил занявший второе место «Ред Булл» из Зальцбурга. Кавлак в сезоне 2007/08 отметился во всех турнирах 3 забитыми мячами в 31 матче.
В матче группового раунда Кубка Турции против «Адана Демирспора» на Кавлаке сфолил защитник гостей, за что получил красную карточку. Однако Кавлак попросил судью матча изменить это решение, так как противник по его мнению заслуживал лишь жёлтую карточку. В итоге игрок «Адана Демирспора» получил предупреждение. Эпизод произошёл на 21-й минуте при счёте 0:1 в пользу гостей (игра завершилась со счётом 1:2).

### Карьера в сборной
В национальной сборной Австрии Кавлак дебютировал 24 марта 2007 года в матче против сборной Ганы, выйдя на замену вместо Роланда Линца на 71-й минуте матча, завершившегося со счётом 1:1. Вели также выступал за различные молодёжные сборные Австрии.

## Достижения
Рапид Вена
- Чемпион Австрии: 2004/05, 2007/08

 Бешикташ
- Чемпион Турции: 2015/16, 2016/17